# Solfato piomboso
Il solfato piomboso (PbSO4) è il sale di piombo(II) dell'acido solforico, di formula PbSO4.
Si presenta sotto forma di cristalli bianchi o di polvere bianca, molto poco solubile in acqua.

## Batterie auto
Il solfato di piombo si forma sugli elementi delle batterie delle auto durante la fase di scarica. Durante la carica si ritrasforma in piombo metallico e acido solforico al polo negativo e in diossido di piombo e acido solforico al polo positivo.

Una batteria poco utilizzata o troppo scarica forma dei cristalli di solfato di piombo troppo grossi per essere riconvertiti e ne riduce drasticamente l'efficienza. Tale fenomeno è noto come solfatazione ed è il più delle volte irreversibile.

## Minerali
In natura si trova come anglesite, un minerale prodotto dall'ossidazione della galena, un minerale composto da solfuro di piombo.

## Tossicità
Il solfato di piombo è tossico per inalazione, ingestione e contatto con la pelle, inoltre è un prodotto corrosivo che a contatto con gli occhi o la cute causa irritazione e bruciore.
Come tutti i sali di piombo tende ad accumularsi nel corpo e portare ad un avvelenamento cronico. Ripetute esposizioni, specialmente nei bambini, possono produrre anemia, danni ai reni, alla vista, al sistema nervoso centrale e al sistema riproduttivo; a livelli elevati di concentrazione nel corpo è possibile anche il coma o la morte.
I sali di piombo sono in grado di penetrare la placenta e provocare
la morte dell'embrione o del feto. Su alcune specie animali sono noti effetti teratogeni.
Il composto è classificato anche come pericoloso per l'ambiente.

## Solfati basici e idrogeno solfato
Sono noti diversi solfati basici: PbSO4·PbO; PbSO4·2PbO; PbSO4·3PbO; PbSO4·4PbO. Trovano applicazione nella produzione di batterie al piombo.
Ad alte concentrazioni di acido solforico (>80%) si forma l'idrogeno solfato di piombo (II): Pb(HSO4)2.